# Ici Brazza
Pour plus de détails, voir Fiche technique et Distribution.
Ici Brazza est un film documentaire français réalisé par Antoine Boutet et sorti en 2023.

## Synopsis
À Bordeaux, un vaste terrain en friche devient le lieu de réalisation d'un projet immobilier, « le quartier de Brazza » sur la rive droite de la Garonne.

## Fiche technique
- Titre : Ici Brazza
- Réalisation : Antoine Boutet
- Photographie, son, montage : Antoine Boutet
- Musique : Ernest Saint-Laurent
- Mixage : Philippe Grivel
- Société de production : Sister Productions
- Pays de production :  France
- Distribution : Les Alchimistes
- Genre : documentaire
- Durée : 86 minutes
- Dates de sortie : 
  - France : 26 mars 2023 (festival Cinéma du réel)[1] ; 24 janvier 2024 (sortie nationale)

## Sélections
Source : film-documentaire.fr
- Cinéma du réel 2023
- Festival international du film indépendant de Bordeaux 2023
- Festival international du film d'architecture 2023

## Réception critique
Sur Allociné, le film obtient une note moyenne de 3,0⁄5 pour huit critiques.

Augustin Pietron-Locatelli note dans Télérama : 

« Sans rien marteler, Antoine Boutet milite pour que l’on se souvienne de ces 53 hectares interlopes, en laissant apercevoir les tensions que traverse tout territoire en urbanisation forcée. »

Élie Raufaste, dans les Cahiers du cinéma, écrit : 

« La distance entretenue par le cinéaste se révèle à double tranchant : du marécage boueux aux appartements fantômes parcourus en visite virtuelle, Brazza reste de bout en bout une zone anonyme, une planète en ruines que les "volumes capables" des programmes immobiliers ne semblent pas dénaturer outre mesure. »

Jacques Mandelbaum, pour Le Monde, considère que : 

« On pourrait reprocher au film de nous priver de ce point de vue documenté, qui aide le spectateur à mieux comprendre la situation, si son enjeu n’était visiblement ailleurs. Moins à documenter qu’à évoquer, moins à juger qu’à voir, moins à comprendre qu’à faire ressentir. »

Enfin, sur le site de l'Acid, le cinéaste Damien Faure écrit : 

« Brazza est un espace qui va se métamorphoser. Dans ce milieu, peuplé d'êtres vivants, de matières, de sonorités, tout se mélange en une "soupe primordiale" qui donne naissance à un "Ici" fantasmé. Un monde raclé de toute cette substance dont la modernité ne veut plus.
[...]
Ici Brazza commence par le tracé d'une ligne qui s'apparente à un geste contingent et se clôt par un idéal de notre modernité qui ne pense que par la ligne droite. Plus rien n'est contourné, tout nous amène droit dans le mur. »

### Presse
- Augustin Pietron-Locatelli, « Ici Brazza », Télérama, 23 janvier 2024.
- Jacques Mandelbaum, « Ici Brazza. Chronique d’un terrain vague : un documentaire qui met en images l’ultramoderne solitude d’un néoquartier », Le Monde, 24 janvier 2024.
- Élie Raufaste, Cahiers du cinéma, no 805, janvier 2024, p. 47.